# Kujakowice Górne
Kujakowice Górne (niem. Ober Kunzendorf) – wieś w Polsce położona w województwie opolskim, w powiecie kluczborskim, w gminie Kluczbork.
Urząd gminy mieścił się w klasztorze, który Siostry Elżbietanki musiały opuścić i powróciły do niego w roku 1957.
W latach 1954–1972 wieś należała i była siedzibą władz gromady Kujakowice Górne. W latach 1973–1975 miejscowość była siedzibą gminy Kujakowice Górne. 
W roku 1999 Kujakowice zorganizowały Dożynki Gminy Kluczbork. W roku 2000 w Kujakowicach odbyły się Pierwsze Spotkania Orkiestr Dętych Powiatów Kluczborskiego i Oleskiego. W roku 2001 W Kujakowicach gościły najwyższe władze Województwa Opolskiego na dożynkach wojewódzkich. Korona dożynkowa z Kujakowic zdobyła 1. miejsce w Polsce w konkursie koron dożynkowych na Dożynkach Prezydenckich. Rok 2001 był szczególnie bogaty w wydarzenia. Oddano do użytku nową salę wiejską powstałą z dawnego budynku farskiej stodoły. 
Z okazji Jubileuszu 750-lecia powstania Kujakowic remontowano kościół. Założono nową dachówkę, naprawiono dach wieży kościelnej, wykonano nowe elewacje wieży i kościoła. Ogólny koszt zamknął się kwotą ponad 160 tys. zł. Przepracowano łącznie ok. 6000 godzin pracy społecznej. Dokonała tego parafia licząca 1200 mieszkańców.

## Nazwa
Różnie wywodzi się pochodzenie nazwy Kujakowice (Dolne i Górne) i Kunzendorf (Nider i Ober). Nazwą Kujokowice określano zachodnią część wsi czyli Kujakowice Dolne. Dla Kujakowic Górnych funkcjonowało określenie Lejskie, Leskie, które pochodzi od słowa las. Również nazwa Kojakowice – Gojakowice pochodzi od słowa goj – gaj. Określenie miejscowości wiąże się z gajem, lasem i oznacza po prostu Leśna Wioska. Dla współczesnych może się to wydawać dziwne, ponieważ na terenie Kujakowic obecnie brak terenów leśnych. Według innych źródeł nazwa pochodzi od nazwiska Koj, które często występuje w księgach parafialnych. Jeszcze inne źródła podają, że nazwa pochodzi od dziedzica Kujakowskiego, który występuje w dokumencie z roku 1477. Z kolei nazwa Kunzendorf pochodzi najprawdopodobniej od słowa Kunze – Konrad. Chodzi tu prawdopodobnie o znamienitego mieszkańca Kluczborka – Cunczo, który zajmował się prawnymi aspektami przekształcania wsi według prawa niemieckiego.

## Historia
Osadnictwo na prawie frankońskim
W czasie najazdów tatarskich w I połowie XIII wieku tereny obecnego Śląska zostały mocno spustoszone. Władcy tych ziem – książęta piastowscy ochoczo sprowadzali zakonników i szpitalników i przekazywali im we władanie obszary ziemskie. Jednym z nich był świecki Zakon Krzyżowców z Czerwoną Gwiazdą z siedzibą we Wrocławiu. Właśnie mistrz tego zakonu w dniu 2 listopada 1252 roku zezwolił na zasiedlenie wsi Coyacowiz przez nowych osadników. 
Brzmienie tego dokumentu w tłumaczeniu na język polski jest następujące: „aby to, co się wydarzy, nie umknęło ze słabej ludzkiej pamięci, należy nadać mu trwałość poprzez pisemne zanotowanie. Dlatego też, teraźniejsze i przyszłe pokolenia wiedzieć winny, że my, brat Henryk, Mistrz Domu Opieki Świętej Elżbiety we Wrocławiu, za zgodą i z przyzwoleniem naszych braci, przekazałem jedną z naszych wiosek (villa), która zwie się Coyacowiz, Hermanowi w celu zasiedlenia jej zgodnie z frankońskim prawe. Przy tym daliśmy, zgodnie z obyczajem nadania, ósmy łan w tejże wsi jemu i jego spadkobiercom, lub też komukolwiek chcieliby go w przyszłości sprzedać, w wolne posiadanie z prawem ciągłości dziedziczenia, wraz z urzędem sołtysa, trzecim pfenigiem z każdej opłaty sądowej, w taki sam sposób, w jaki nadaliśmy to innym naszym zarządcom, z prawem wolnego wyszynku, jednakże bez ograniczenia praw naszego miasta Kluczborka ze wszystkimi przywilejami, które do prawa wolnego wyszynku słusznie przynależeć muszą, a także niezależny młyn, jeśli będzie on chciał takowy we wsi mieć. Połowa z ryb złowionych w założonych przez niego, lub mających powstać, stawów, ma należeć do nas. Jednakże wszystkim osadnikom wyżej wymienionej wsi, którzy obejmą w posiadanie ziemie w lasach, zapewniamy 12-letnie zwolnienie od spłaty odsetek oraz obciążenia dziesięciną. Tym, którzy posiadają pola zdatne do uprawy rolnej, gwarantujemy tylko 4 laty zwolnienia. Po upływie tego czasu, będą oni jednak musieli, co roku podczas święta świętego Marcina, oddawać na rzecz wyżej wymienionego Domu Opieki pół marki srebra, dwie miary żyta, dwie miary pszenicy i dwie miary owsa od każdego łanu frankońskiego. Chcemy też trzy razy do roku wraz z naszym wysłannikiem przewodniczyć sądowi w niniejszej wsi, która to ma zostać założona według frankońskiego prawa. Aby nasze postanowienia nienaruszone obowiązywały ciągle, wystawiliśmy wysłannikowi poniższy akt, opatrzony załączoną pieczęcią naszego Domu Opieki. Wydane we Wrocławiu w roku Pańskim 1252, 2 listopada w obecności wszystkich braci naszego Domu.
Podział wsi
W dokumencie z roku 1282 znajduje się pierwsza wzmianka o podziale wsi na dwie miejscowości Ober Kunzendorf i Nieder Kunzendorf oraz o odłączeniu zachodniej części Kujakowic Dolnych i przejściu jej pod inne panowanie – powstaje miejscowość Gotartów. Niewiele miejscowości posiada pisemne potwierdzenie swojej lokacji. Z treści dokumentu wynika że miejscowość jest dużo starsza, a w roku 1252 nastąpił napływ osadników z terenu dzisiejszych Niemiec. 
Osadnicy po przybyciu otrzymali na własność ziemię, od której opłacali daniny i czynsze dzierżawne w walucie i w naturze. Nastąpiło wymieszanie ludności miejscowej z napływającymi osadnikami. Przybyli osadnicy z gęsto zaludnionych terenów dzisiejszej Frankonii i Turyngii chcieli poświęcić się pracy cywilizacyjnej na rzadko zaludnionych terenach. Przybyli tutaj na zaproszenie panujących władców. Spowodowało to przeniesienie wpływów kulturowych i kościelnych z zachodu na teren Śląska. Żadne źródła nie wspominają o konfliktach między mieszkańcami a napływającymi osadnikami. Zajmowali oni tereny leśne i nieużytkowane. Obszary te porośnięte lasem należało najpierw wykarczować i uczynić ziemię przydatną do uprawy zbóż.
Tereny gospodarstw i wsi musiały być oznakowane. Kamień graniczny z tamtych czasów zawierający insygnia krzyżowców został znaleziony w Kujakowicach Dolnych w roku 1941. Został on wykopany i umieszczony w muzeum w Kluczborku. Podczas działań wojennych w roku 1945 budynek muzeum został zniszczony i cenna pamiątka zaginęła.
Probostwo
Dużym właścicielem ziemskim było probostwo powstałe równocześnie z przybyciem osadników. Las stopniowo karczowano, w roku 1820 zgodnie z dokumentami probostwo posiadało 36 hektarów lasu. Po otrzymaniu zezwolenia las został całkowicie wycięty do roku 1863 za czasów proboszcza Franza Hauptstocka. Dokumenty parafialne notują udział i śmierć 22 mieszkańców Kujakowic w wojnach napoleońskich w 1815 roku oraz udział w wojnach prusko-francuskich w latach 1864–1871. Udział mieszkańców w I wojnie światowej dokumentuje tablica pamiątkowa przy wejściu na plac kościelny od strony Kujakowic Górnych.
Od 1774 r. wieś posiadała pieczęć gminną, na której wizerunku przedstawiono  stojącego rycerza w płaszczu z symbolami krzyżowców z czerwoną gwiazdą, zwróconego w prawo, opierającego prawą rękę na mieczu, lewą – na tarczy z krzyżem.

## Zabytki
Do wojewódzkiego rejestru zabytków wpisany jest:
- kościół par. pw. św. Stanisława Biskupa, z l. 1801-03 jest centralnym punktem wsi. Brak jest jakichkolwiek dokumentów dotyczących początków kościoła. Nie wiadomo, czy przed przybyciem osadników z Frankonii i Turyngii na terenie wsi istniała kaplica lub kościół. Prawdopodobnie dopiero przybyli osadnicy postanowili przygotować miejsce w którym mogliby oddawać cześć Bogu. Być może na początku był to plac na podwyższeniu nie zalewany przez wody potoku, na którym postawiono krzyż a następnie kaplicę. Przypuszczalnie pierwszy kościół powstał w roku 1255. Faktem jest, że już w 60 lat po przybyciu osadników – to jest w roku 1318 – istniał na terenie Kujakowic kościół. Świadczy o tym notatka znajdująca się w archiwach (w j. niemieckim, jak prawie wszystkie dokumenty) o treści: 7 grudnia 1318 r. kapłan Gabriel von Rimini kwituje Fundacji Mateusza odbiór 6 marek opłat od kościołów w Kujakowicach i Kluczborku. Kościół ten był zbudowany z materiału jaki był wtedy powszechnie dostępny a więc z drewna. Wielkość i wygląd kościoła były na pewno podobne do znajdujących się na tych terenach innych kościołów drewnianych. Kościół w Skrońsku, który spłonął niedawno pochodził właśnie z tych czasów. Kościoły drewniane są bardzo wrażliwe na zaprószenie ognia lub pioruny. Być może było to powodem pożaru, który po ok. 200 latach istnienia strawił kościół ok. roku 1490.

Budowa kościoła kamiennego
W roku 1494 powstał masywny kościół kamienny o wymiarach ok. 10 x 10 m z drewnianą wieżą. Ślady murów można było zobaczyć podczas remontu kościoła w roku 2001, kiedy to po zbiciu tynku ukazały się fragmenty kamiennych ścian. Był on na pewno krótszy i posiadał drewnianą wieżę. Niektóre elementy więźby dachowej z tego kościoła są do tej pory wykorzystane w obecnej konstrukcji dachu, co można poznać po nietypowych wycięciach. Elementy obecnej konstrukcji dachu liczą więc sobie ponad 500 lat. Taki sam wiek posiada najstarszy dzwon wiszący na wieży kościoła. Został on prawie cudem uratowany przed przetopieniem na cenne metale potrzebne do wyrobu amunicji. W roku 1917 zostały zdjęte 2 dzwony z wieży kościelnej i przetopione na łuski amunicji w I wojnie światowej. Po raz drugi w roku 1942 zdjęte zostały 3 dzwony z wieży kościelnej. Dwóch dzwonów nie udało się uratować. Tym bardziej cenny jest zachowany dzwon noszący inskrypcję: O König der Glorie komme mit dem Frieden! Anno 1494. 
W roku 1801–1807 prawdopodobnie na skutek groźby zawalenia drewnianej wieży kościół został przedłużony o ok. 3 metry w kierunku zachodnim i dobudowano nową wieżę. W roku 1846 proboszcz Franz Hauptstock przeprowadza modernizację kościoła – wykonany zostaje gipsowy sufit, marmurowa posadzka i nowa zakrystia. Buduje też nową plebanię, która po licznych przebudowach służy do chwili obecnej. 
Przebudowa kościoła
W związku ze wzrostem liczby parafian na przełomie XIX i XX wieku za czasów proboszcza Richarda Scheicha w latach 1909–1912 przeprowadzona zostaje gruntowna przebudowa kościoła. Zburzone zostaje prezbiterium i kościół zostaje wydłużony w kierunku wschodnim, dobudowane zostają nawy boczne, wykonany nowy sufit i dach na kościele. Podwyższona zostaje również wieża kościelna, aby zachować odpowiednie proporcje. Zmienia się również wyposażenie kościoła. Kościół otrzymuje nowy pozłacany ołtarz, dębowy chór oraz nowe pięknie rzeźbione organy. Do miedzianej kuli znajdującej się na szczycie wieży kościelnej włożony zostaje dokument w informujący, że rozbudowa kosztowała 82.000 marek, cegłę dostarczył Franz Skaletz, konsekracji dokonano 3 czerwca 1913 roku. W tym czasie parafia liczyła 2341 członków. 
Proboszcz Richarda Scheicha wiele dokonań w czasie długiego, bo 32-letniego okresu kierowania parafią. W trosce o poprawę sytuacji gospodarczej swoich parafian, 21 maja 1900 roku zakłada kasę oszczędnościowo-pożyczkową, z której korzystają mieszkańcy Kujakowic Górnych i Dolnych. Pełni funkcję przewodniczącego kasy do czasu opuszczenia parafii w roku 1930. Jako przewodniczący rady szkoły jest inicjatorem budowy nowej szkoły w Kujakowicach Górnych. Kosztem 39 663 marek zostaje oddana do użytku i poświęcona 1 grudnia 1901 roku. 
W latach 1901–1903 prowadzi prace nad utwardzeniem drogi biegnącej z północnej strony Potoku Kujakowickiego, obecna ulica XXX-lecia i 1 Maja. Stara droga częściowo bagnista i nieutwardzona otrzymuje twardą nawierzchnię, prawdopodobnie wtedy zostają posadzone przy niej rosnące do dzisiaj klony. Długość wykonanej ulicy wynosi 5398 metrów, koszt budowy to 72 267 marek. Zakłada spółkę wodną, która zajmuje się odwadnianiem pól i łąk. W czasie jej prowadzenia zostają ułożone dreny na powierzchni 147 ha. Ks. proboszcz Scheich zmarł 23 marca 1940 roku w Paczkowie i tam też został pochowany. 
Następcą zostaje Karl Piechota. Za jego kadencji od roku 1930 do 1950 obejmującej okres II wojny światowej wybudowano stodołę farską, w której obecnie znajduje się sala LZS i sala wiejska. Jego staraniem do Kujakowic w roku 1933 przybyły Siostry Elżbietanki, które do tej pory troszczą się o chorych, opiekują się kościołem parafialnym. 
Powyższe fakty i informacje zawdzięczamy długoletniemu organiście i nauczycielowi szkoły podstawowej w Kujakowicach Dolnych Paulowi Gorzelowi. Przybył on do Kujakowic w roku 1914 i pełnił swoje funkcje nieprzerwanie do roku 1957, kiedy to wyjechał do Niemiec. W wieku 95 lat w roku 1976 otrzymał od prezydenta Republiki Federalnej Niemiec Krzyż Zasługi za pracę nad historią Śląska Opolskiego i historią Kujakowic. Zmarł przeżywszy ponad 100 lat 10 marca 1981 roku. Skrócona wersja pracy wydana w wersjach polskiej i niemieckiej zawartych w jednej książce jest dostępna do nabycia. 
Proboszczami po wojnieie byli ks. Gruchmann, a następnie ks. Michał Zawadecki który zmarł 31 stycznia 1964 roku. W latach 1964–1967 proboszczem jest ks. Krzysztof Wolek z którego inicjatywy przebudowano plebanię, wybetonowano plac przykościelny, wykonano ogrzewanie kościoła i urządzone salkę katechetyczną. Za kadencji ks. Huberta Wursta wybudowano kaplicę cmentarną oraz zakupiono nowe dzwony kościelne w roku 1974.

## Szkolnictwo, poczta
Od bardzo dawna w Kujakowicach istnieją szkoły. Na początku była to jedna szkoła parafialna. Pierwszą pisaną wzmiankę o szkole znajdujemy w protokole wizytacyjnym z roku 1666. Mieściła się ona przy kościele parafialnym. Obecny budynek poczty wybudowany w roku 1865 jest częścią tejże szkoły parafialnej. Obecne budynki szkolne w Kujakowicach Górnych i Dolnych pochodzą z lat 20. i 30. XX wieku.